# Jurij Hajduk
Jurij Hajduk (* 12. Juli 1985 in Lwiw) ist ein ukrainischer Rennrodler.
Jurij Hajduk ist Student aus Lwiw. Er rodelt seit 1998 und gehört seit 2003 dem Nationalkader der Ukraine an. Zunächst trat Hajduk seit der Saison 2002/03 sowohl im Einsitzer als auch im Doppel an. Sein erstes Einzel bestritt er in Igls und wurde 45. In der folgenden Saison verbesserte er sein bestes Resultat bis auf Platz 37. Seine Einsätze waren jedoch wie in den beiden folgenden Saisonen nur sporadisch, eine Verbesserung konnte er allerdings nicht mehr erreichen.
Seit der Saison 2006/07 tritt Hajduk nur noch im Doppelsitzer an. Auch dort machte er sein erstes Rennen in der Saison 2002/03 und wurde mit seinem Partner Anatoli Hurin 19. in Igls. In der folgenden Saison rodelte Hajduk erstmals zusammen mit Andrij Kis. In Sigulda wurden sie 22., in Altenberg fuhren sie auf Platz 16 und wurden in der Gesamtwertung 23. Kis sollte von nun an regelmäßig mit Hajduk starten. 2004/05 war ein 18. Platz in Königssee bestes Ergebnis. In der Gesamtwertung wurden beide 21. Seit der 2005/06 gehört das Doppel Kis/Hajduk fest zur Weltcup-Kader. In Oberhof erreichten sie als 17. ihr bestes Resultat und belegten in der Gesamtwertung den 19. Platz. In Winterberg starteten sie bei ihrer ersten Rennrodel-Europameisterschaften 2006 und wurden dort 17. im Doppel und Siebte im Mannschaftswettbewerb. Höhepunkt wurden die Olympischen Winterspiele 2006 von Turin, wo das Doppel bei den Wettkämpfen von Cesana Pariol 14. wurden.
Auch danach fuhren Kis/Hajduk in der erweiterten Weltspitze. In der Saison 2006/07 waren die besten Weltcup-Resultate ein 15. Platz in Winterberg und ein 14. Rang in Sigulda. Auch in der Gesamtwertung kamen beide auf den 14. Platz. Bei den Rennrodel-Weltmeisterschaften 2007 in Igls belegten sie den 18. Platz. 2007/08 hielt das Ukrainische Doppel in etwa seine Leistungen. In Sigulda erreichten sie mit den Plätzen 13 und 14 ihre besten Saisonergebnisse und wurden 16. der Gesamtwertung. Die WM 2008 in Oberhof beendeten sie als 15. Einen Platz besser waren sie bei der EM 2008 in Cesana Pariol. Ein neues bestes Ergebnis erreichten sie als 12. von Winterberg in der Saison 2008/09. Im Challenge-Cup der Saison 2008/09 erreichten Kis/Hajduk den neunten Platz.